# Grazia Varisco
Grazia Varisco (Milano, 5 ottobre 1937) è un'artista e grafica italiana.
È cofondatrice, all'inizio degli anni 60, del Gruppo T di Milano (insieme a Giovanni Anceschi, Davide Boriani, Gianni Colombo e Gabriele Devecchi), all'avanguardia delle ricerche artistiche in campo cinetico e programmato. È stata titolare della cattedra di Teoria della percezione all'Accademia di Belle Arti di Brera fino al 2007.

## Biografia
Frequenta dal 1956 al 1960 l'Accademia di Belle Arti di Brera come allieva di Achille Funi.
Partecipa alle ricerche sulla nuova tendenza dell'arte programmata, così definita da Bruno Munari, e istituisce insieme a Giovanni Anceschi, Davide Boriani, Gianni Colombo e Gabriele Devecchi, il Gruppo T, promuovendo il movimento di avanguardia.
Il primo manifesto simbolo del Gruppo T recitava: «vediamo la realtà come continuo divenire di fenomeni che noi percepiamo nella variazione».
In questo primo periodo partecipa a numerose mostre intitolate “Miriorama” e nel 1962 partecipa alle mostre Arte Programmata, organizzate da Bruno Munari, con introduzione in catalogo di Umberto Eco, a Milano, Roma, Venezia. Dal 1963 espone, sia in Italia che all'estero, alle rassegne del movimento internazionale Nouvelle Tendance.
Conclusasi l'esperienza del gruppo, dalla metà degli anni sessanta Grazia Varisco continua la sperimentazione e l'attività di esposizione in modo indipendente.
Dal 1961 al 1967 collabora con l'Ufficio Sviluppo de la Rinascente a Milano, svolgendo attività di progettazione grafica.
Collabora inoltre come consulente di grafica con la rivista “Abitare”, con la Kartell e per il piano Internazionale milanese.
Alla fine degli anni '60 soggiorna per un anno negli Stati Uniti, in Ohio, dove ha l'opportunità di frequentare artisti e docenti dei Departments of Fine Arts che contribuiranno alla sua formazione artistica e a sviluppare la sua notevole attività espositiva e notorietà a livello internazionale.
Nel 2007 è stata insignita del premio dell'Accademia Nazionale di San Luca, e nel 2018 del Premio Antonio Feltrinelli.

## Opere
Una selezione di opere relative alle tematiche affrontate dall'artista sono qui visibili http://www.archiviovarisco.it/opere/

## Esposizioni personali
Dal 1960 Grazia Varisco espone nelle mostre del Gruppo T in Italia e all’estero; partecipa inoltre alle manifestazioni di arte programmata.
In seguito, conclusa l’esperienza di gruppo, prosegue l’attività espositiva individuale.
- 1966 - Galleria Vismara, Milano.
- 1969 - Galleria Schwarz, Milano - Como Campo Urbano, Dilatazione spazio-temporale di un percorso (installazione in una via della città), Como.
- 1971 - Galleria Uxa, Novara.
- 1972 - Galleria del Naviglio, Milano.
- 1974 - Random Walks, Galleria del Naviglio, Milano.
- 1975 - Centro Serre Ratti, Como.
- 1976 - Assenze - Extrapagine, Studio Casati, Merate - Random Walks with Random Numbers, State University Gallery of Fine Arts, Columbus.
- 1977 - Galleria Milano, Milano - Galleria La Permanente, Cesena - Trigon ’77 (sala personale), Neue Galerie am Landesmuseum Joanneum, Graz.
- 1979 - Galleria Uxa, Novara.
- 1980 - Arte Struktura, Milano.
- 1981 - Centro Serre Ratti, Como - Teatro Trotter, Milano.
- 1983 - Galleria Spazia, Bolzano.
- 1984 - Scarto, Studio Marconi, Milano - Gianfranco Pardi, Grazia Varisco, Studio Tre Architettura, Milano.
- 1986 - Implicazioni 1984-85, Studio Carlo Grossetti, Milano - Studio Tommaseo, Trieste.
- 1987 - Implicazioni, Centro Culturale Italiano, Zagreb - Grazia Varisco. Opere 1958-1987, Galleria Sagittaria, Pordenone.
- 1990 - Tridente 5. L’artista e lo spazio. Lorenzetti, Strazza, Varisco, Galleria Giulia, Roma - Toyama Now ’90. Triennale of Toyama (sala personale), Museum of Modern Art, Toyama - 1960/90. Colombo, Dadamaino, Varisco, Galerie Schoeller, Düsseldorf.
- 1991 - Centro Cultural da PUC, Solar Grandjean de Montigny, Rio de Janeiro.
- 1992 -  Galleria Milano, Milano.
- 1993 - Fraktur, Studio Tommaseo, Trieste.
- 1994 - Galleria Melesi, Lecco.
- 1995 - Fernando De Filippi, Fausta Squatriti, Grazia Varisco, Fabbrica Wella, Castiglione delle Stiviere - Vismara Arte, Milano.
- 1999 - Grazia Varisco. Il Piccolo ’99/2000, Studio Tommaseo, Trieste.
- 2000 - Grazia Varisco e terrecotte africane, Galleria Melesi, Lecco.
- 2001 - Double face, Spaziotemporaneo, Milano - Opere scelte ’58/’01, Galleria Plurima, Udine.
- 2002 - Antologica di Grazia Varisco, Fioretto Arte, Padova.
- 2003 - Zibaldone visivo, Spazio Olim, Bergamo.
- 2005 - Silenzi, Galleria Peccolo, Livorno.
- 2006 - Gianni Colombo - Grazia Varisco, Rotonda della Besana, Milano - Appunti visivi, Cavenaghi Arte, Milano - Grazia Varisco. Projekte und Werke 1960-2006, Galerie Hoffmann, Friedberg.
- 2007 - Strappo alla regola, Spazio di Via Museo Giovio, Como - Galleria Dina Carola, Napoli.
- 2008 - Grazia Varisco, Studio Fontaine, Viterbo - Galleria Il Bulino, Roma.
- 2009 - Fioretto Arte, Padova - Gianfranco Pardi, Grazia Varisco, Annotazioni d’Arte, Milano.
- 2012 - Grazia Varisco Aurelio Sartorio, d’istanti, FABBRI Contemporary Art, Milano. - Se…, Museo della Permanente, Milano.
- 2013 - Grazia Varisco - Mit rastlosem Blick, Museum Ritter Sammlung Marli Hoppe-Ritter, Waldenbuck. - Apparenze, Galleria Ca’ di Fra’, Milano.
- 2014 - If… works 1959-2014, DIEHL, Berlin - Cubo al quadrato - Quadrato al cubo, Diehl CUBE, Berlin - Grazia Varisco. Ventilati, A arte Invernizzi, Milano - Artissima, Torino Ca’ di Fra’ Milano
- 2015 - Grazia Varisco,  Filo rosso 1960/2015, Cortesi Gallery, Lugano - Grazia Varisco,  If…. 1960/2015, Cortesi Gallery, Londra
- 2016 - Francois Morellet - Grazia Varisco, Sguardi contemporanei, Fondazione Ghisla Art Collection, Locarno - Grazia Varisco, Il corpo come campo dei sensi, 2000-2016, MAC Lissone

## Opere di Grazia Varisco nei Musei

### Musei in Italia
- GNAM - Galleria nazionale d'arte moderna e contemporanea, Roma
- MAMbo - Museo di Arte Moderna, Bologna
- MAGA - Museo arte Gallarate, Gallarate
- Museo d'arte contemporanea Villa Croce, Genova
- Museo del Novecento, Milano
- MAC - Lissone
- Museo della Permanente, Milano
- Collezione Farnesina, Roma
- Accademia di San Luca, Roma
- Gallerie d'Italia - polo museale e culturale di Intesa Sanpaolo, Milano
- CSAC - Centro Studi e Archivio della Comunicazione, Università di Parma
- Fondazione Calderara, Vacciago d'Orta (NO)
- Rossini Art Site - Fondazione Alberto Rossini, Briosco (MB)
- Fondazione Prada, Milano

### Musei all'estero
- MoMA Museum of Modern Art, New York
- Fundación Museo de Arte Moderno Jesús Soto, Ciudad Bolívar (VEN)
- Museum Ritter - Sammlung Marli Hoppe-Ritter, Waldenbuch (D)
- Museum Kulturspeicher, Wurzburg(D)
- VAF - Stiftung, Francoforte sul Meno (D)
- Ghisla Art Collection, Locarno (CH)
- Museum of Modern Art, Toyama, Giappone
- Kunsthalle, Mannheim  (D)
- Ludwig Museum, Colonia (D)

## Esposizioni collettive (selezione)
per l'elenco completo delle esposizioni collettive http://www.archiviovarisco.it/esposizioni/esposizioni-collettive/
- 1960 - Miriorama 6. Gruppo T, Galleria Pater, Milano; Miriorama 7. Gruppo T, Galleria San Matteo, Genova; Premio San Fedele 1960, Galleria San Fedele, Milano.
- 1961 - Bewogen Beweging, Stedelijk Museum, Amsterdam; Rorelse Kosten, Moderna Museet, Stockholm; Miriorama 8. Gruppo T, Negozio di Bruno Danese, Milano;
- 1962 - Miriorama 11. Gruppo T, Galleria del Gruppo N, Padova; Miriorama 12. Gruppo T, Galleria del Cavallino, Venezia; Arte programmata, Negozio Olivetti, Milano; Zero, Galerie Diogenes, Berlin; Antipeinture G. 58, Hessenhuis, Antwerpen - B
- 1963 - Oltre l’informale, IV Biennale di San Marino, Palazzo del Kursaal, Repubblica di San Marino; Nove Tendencije 2, Galerija Suvremene, Zagreb; Nuova Tendenza 2, Galleria Querini Stampalia, Venezia.
- 1963 _- Gruppe T, Studio F, Ulm; Arte programmata, Galerie Goppinger, Düsseldorf; Miriorama 1963, Galleria del Naviglio, Milano.
- 1964 - Recent Acquisitions, MoMA Museum of Modern Art, New York; Art in motion. Arte programmata, Royal College of Art, London; Nouvelles tendencies, Musée des arts decoratifs du Louvre, Paris; XXXII Esposizione Internazionale d’Arte La Biennale di Venezia;
- 1965 - Nul ’65, Stedelijk Museum, Amsterdam; Licht und Bewegung, Kunsthalle Bern, Bern; Nove Tendencije 3, MUO Muzeyza Umnietnost i Obrt, Zagreb; IX Quadriennale Nazionale d’Arte di Roma, Palazzo delle Esposizioni, Roma;
- 1966 - Art of Space Age, South Africa National Gallery, Città del Capo; Johannesburg; Durban; Nuove ricerche visive in Italia, Galleria Milano, Milano; Nuove ricerche visive in Italia, Galerie Sigma II, Bordeaux; Nuove tendenze in Italia, Galleria del Naviglio, Milano.
- 1967 - La luce, Galleria dell’Obelisco, Roma; La luce, Show-room Gavina, Milano; VI Biennale di San Marino, Palazzo del Kursaal, Repubblica di San Marino; Milano Situation 1967-68, Galerie Senatore, Stuttgart; Il gioco degli artisti, Galleria del Naviglio, Milano.
- 1969 - Kunstnernes Hus, Oslo; Multiples Madison Avenue, New York; Plastic Research, New Goodman Gallery, Johannesburg.
- 1970 - Arte programmata contemporanea, Museo Español de Arte Contemporáneo, Madrid.
- 1972 - Faites votre jeu, Galleria del Cavallino, Venezia; X Quadriennale Nazionale d’Arte. Aspetti dell’Arte figurativa contemporanea - Nuove ricerche d’immagine, Palazzo delle Esposizioni, Roma.
- 1977 - Pratica Milano ’77. Metamorfosi, Studio Marconi, Milano; Arte in Italia 1960-1977, Galleria Civica d’Arte Moderna, Torino; Concetti razionali, Galerie Pa Szepan, Gelsenkirchen-buer; Ballocco, Munari, Risari, Varisco, Villa, Galleria La Permanente, Cesena.
- 1978 - Rationale Konzepte ’77, Galerie Pa Szepan, Gelsenkirchen-Buer; Städtische Kunstsammlung, Gelsenkirchen-Buer; Oldenburger Kunstverein, Oldenburg.
- 1981 - Il progetto d’architettura - Idea e conoscenza, XVI Triennale di Milano, Milano; Linee della ricerca artistica in Italia 1960-80, Palazzo delle Esposizioni, Roma; Lombardia vent’anni dopo. Ricerche artistiche, 1960-80, Castello Visconteo, Pavia;
- 1982 - Arte italiana ’60/82, Hayward Gallery, London; 7th British International Print Biennale, Cartwright Hall, Bradford; Nach der klassischen Moderne, Inventar, Städtisches Museum Schloss Maretsch, Bolzano.
- 1983 - Arte programmata e cinetica. L’ultima avanguardia, Palazzo Reale, Milano; Electra, Musée d’Art Moderne de la Ville de Paris, Paris.
- 1984 - Le figure dallo sfondo, Palazzo dei Diamanti, Ferrara; Tridimensionalità, Villa Laura, Cerneglons; Nuevas adquisiciones ’81/84, Museo de Arte Moderno, Ciudad Bolívar; Arte italiana 1960/80, Banca Commerciale Italiana, New York.
- 1986 - Distances, Chapelle St. Louis de la Salpêtriére, Paris; XI Quadriennale di Roma, Palazzo dei Congressi, Roma; XLII Esposizione Internazionale d’Arte La Biennale di Venezia, Venezia; Fondazione Florian. 150 opere d’arte cont., Castello Sforzesco, Milano.
- 1991 - Bildlyrik fran Italien, Liljevalchs Konsthall, Stockholm; Collezione Cernuschi Ghiringhelli, Museo d’Arte Contemporanea Villa Croce, Genova.
- 1992 - Arte italiana. Esperienze degli anni ’60/’80: arte concettuale, arte povera, costruttività, arte cinetica nella collezione della BCI a Francoforte, Comit, New York; BCI, Frankfurt am Main.
- 1993 - I modi dell’informale, Banca Commerciale Italiana, Milano.
- 1995 - Museum der Kunstler, Forum Konkrete Kunst, Erfurt; Il centro altrove, Triennale di Milano, Milano; Due secoli di scultura, Museo della Permanente, Milano.
- 1996 - Enne & Zero, Motus etc., Museion Museo d’Arte Moderna e Contemporanea di Bolzano, Bolzano; Palazzo della Ragione, Padova; Galleria d’Arte Moderna e Contemporanea, Rep. di San Marino; Arte cinetica. Arte programmata, Galleria Fumagalli, Bergamo.
- 1996 - Lumière et mouvement, Galerie Denise René, Paris; Opere cinevisuali, GNAM Galleria Nazionale d’Arte Moderna e Contemporanea, Roma.
- 1997 - Gefühle der Konstruktion. Künstler in Italien seit 1945. Il sentimento della costruzione. Artisti in Italia dal dopoguerra ad oggi, Museum Rabalderhaus, Schwaz; Milano 1950-59. Il rinnovamento della pittura in Italia, Palazzo dei Diamanti, Ferrara.
- 1997 - Campo dei sensi. Ricerche, arte, teatro, teoria, Fondazione Mudima, Milano; Nuove opere per Varese, Galleria Civica d’Arte Contemporanea, Castello di Masnago, Varese.
- 1998 - Lo spazio ridefinito, Villa Borromeo, Milano; Villa Burba, Senago; Villa Litta, Rho; Milano anni Sessanta. Incontri di idee, Galleria Milano, Milano; Progetti di scultura, Museo d’Arte contemporanea “Su logu de s’Iscultura”, Tortolì.
- 1999 - Artiste. Presenze femminili nei movimenti artistici a Milano 1928-1968, Castello Sforzesco, Sala Viscontea, Milano; XIII Quadriennale. Proiezioni Duemila. Lo spazio delle arti visive nella civiltà multimediale, Palazzo delle Esposizioni, Roma;
- 2000 - Force Fields. Phases of the Kinetic, MACBA Museu d’Art Contemporani de Barcelona, Barcelona; Hayward Gallery, London; Arte programmata e cinetica in Italia 1958-1968, Galleria Niccoli, Parma.
- 2001 - Luce movimento e programmazione. Kinetische Kunstaus Italien ’58-’68, Ulmer Museum, Ulm; Stadtisches Museum, Gelsenkirchen-buer; Stadtgalerie, Kiel; Staatlisches Museum, Schwerin; Galerie Klagenfurt, Alpe Adria; Stadtische Kunsthalle, Mannheim.
- 2002 - Carlo Invernizzi. Natura naturans, Palazzo Trivulzio, Melzo; Bella pittura. Opere d’arte italiana del XX secolo dalle Civiche Raccolte di Milano, Kunstsammlungen, Weimar.
- 2003 - La grande svolta. Anni Sessanta. Viaggio negli anni Sessanta in Italia, Palazzo della Ragione, Padova; Verifica in collezione n. 6, Fondazione Calderara, Vacciago; Einbildung. Das Wahrnehmen in der Kunst, Landesmuseum Joanneum, Graz.
- 2004 - Zero. 1958-1968 tra Germania e Italia, Palazzo delle Papesse, Siena; Beyond Geometry. Experiment in Form. 1940-70, Los Angeles County Museum, Los Angeles; Miami Art Museum, Miami. (ora Pérez Art Museum Miami)
- 2005 - Anni cinquanta. La nascita della creatività in Italia, Palazzo Reale, Milano; L’oeil moteur. Art optique e cinétique 1950-1975, Musée d’Art Moderne et Contemporain, Strasbourg; Lucio Fontana e la sua eredità, Palazzo Pirocchi, Castelbasso;
- 2006 - Bewegung im Quadrat. Das Quadrat in Malerei, Kinetischer Kunst und Animation, Museum Ritter Sammlung Marli Hoppe-Ritter, Waldenbuch; Alberto Biasi. Testimonianze del cinetismo e dell’arte programmata in Italia e in Russia, Ermitage, Sankt Peterburg;
- 2007 - Op Art, Schirn Kunsthalle, Frankfurt am Main; Camera con vista. Arte e interni in Italia 1900-2000, Palazzo Reale, Milano; Cinetica. Dalla collezione Alviani, Museo CID, Torviscosa; Hand & fuss, Galerie Hoffmann, Friedberg.
- 2008 - Il mito della velocità, Palazzo delle Esposizioni, Roma; Viaggio in Italia. Italienische Kunst 1960-1990, Neue Galerie am Landesmuseum Joanneum, Graz.
- 2009 - Per una collezione del disegno contemporaneo. Pittura, scultura, architettura, Accademia di San Luca, Roma; Art of Life, Triennale di Milano, Milano; Gruppo T - Grande oggetto pneumatico del 1960, Castello di Rivoli Museo d’Arte Contemporanea, Rivoli.
- 2010 - Ornament verbindet. Zwei Sammlungen im Dialog, Mainfränkisches Museum, Museum im Kulturspeicher, Wurzburg; Il grande gioco. Forme d’arte in Italia 1947-1989, Rotonda della Besana, Milano;  La recherche pour l’œil, Espace Meyer Zafra, Paris;
- 2011 - Gli irripetibili anni Sessanta. Un dialogo tra Roma e Milano, Fondazione Roma Museo, Roma; Percorsi riscoperti dell’arte italiana nella VAF - Stiftung 1947-2010, MART Museo di Arte Moderna e Contemporanea di Trento e Rovereto, Rovereto.
- 2012 - Programmare l’arte. Olivetti e le neoavanguardie cinetiche, Negozio Olivetti, Venezia - Museo del Novecento, Milano.; Immagine della luce. Artisti della contemporaneità internazionale per Villa Clerici, Galleria d’Arte Sacra dei Contemporanei di Villa Clerici, Milano.
- 2013 - DYNAMO. Un siècle de lumière et de mouvement dans l’art 1913-2013, Grand Palais, Paris; Parco dell’Arte (esposizione permanente), Idroscalo, Milano; 1966-1976. Milano e gli anni della grande speranza, Università Bocconi, Milano;
- 2014 - Spielobjekte - Die Kunst der Möglichkeiten, Museum Tinguely, Basel; Munari politecnico, Museo del Novecento, Milano; Global exchange: astrazione geometrica dal 1950, MACRO Museo d’Arte Contemporanea Roma, Roma;
- 2015 - Occhio mobile,-arte cinetica italiana1950/70 -Museo de arte contemporaneo, Quito Ecuador; Proportio, Palazzo Fortuny Venezia; A square is a square...is a square - Museum Ritter - Waldenbuck - D
- 2016 - Eye Attack. Op Art and Kinetic Art, 1950/1970, Louisiana Museum of modern art, Humlebaek - Occhio mobile,-arte cinetica italiana1950/70 -Museo MUO Zagabria ,Istituto Tomie Ohtake Sao Paulo; "Checkmate. Games of International Art from the Sixties to Now",
- 2017 - Bildung, Raccolta Lercaro, Bologna